# Ob (Stadt)
Ob (russisch Обь) ist eine Stadt in der Oblast Nowosibirsk (Russland) mit 25.382 Einwohnern (Stand 14. Oktober 2010).

## Geographie
Die Stadt liegt im südöstlichen Teil des Westsibirischen Tieflandes, etwa 15 km westlich der Oblasthauptstadt Nowosibirsk, jedoch nicht direkt am Fluss Ob, nach welchem sie benannt wurde. Das Klima ist kontinental.
Die Stadt Ob ist der Oblast administrativ direkt unterstellt.
Unmittelbar nordwestlich der Stadt befindet sich der Flughafen Nowosibirsk-Tolmatschowo.

## Geschichte
Nahe der heutigen Stadt entstand um 1850 das Dorf Tolmatschowo, gegen Ende des 19. Jahrhunderts im Zusammenhang mit dem Bau der Transsibirischen Eisenbahn eine gleichnamige Siedlung bei der Bahnstation. 1934 erfolgte die Umbenennung in Ob, welches 1947 zur Siedlung städtischen Typs wurde und 1969 Stadtrecht erhielt.

### Bevölkerungsentwicklung
| Jahr | Einwohner |
| ---- | --------- |
| 1959 | 14.915    |
| 1970 | 21.948    |
| 1979 | 24.399    |
| 1989 | 25.014    |
| 2002 | 24.473    |
| 2010 | 25.382    |

Anmerkung: Volkszählungsdaten

## Söhne und Töchter der Stadt
- Ljudmila Schischkina (* 1990), Biathletin